# Міжнародний інститут зварювання
Міжнаро́дний інститу́т зва́рювання (англ. International Institute of Welding, IIW) — міжнародна наукова та інженерна асоціація, що займається питаннями зварювання, паяння та споріднених технологій. До його складу входять національні зварювальні товариства з усього світу, що представляють сектори зварювання та суміжних процесів у своїх країнах. Інститут засновано у 1948 році 13 національними товариствами. Станом на 2025 рік у його складі були 63 зварювальних товариства з 53 країн.
Штаб-квартира організації з 2020 року знаходиться у Генуї (Італія) (до 2020 року вона базувалась у Парижі).

## Структура
Вищим органом IIW є Генеральна Асамблея IIW, що складається з делегатів, що представляють відповідальні товариства-члени. Генеральна Асамблея національних зварювальних товариств визначає політику Інституту, обирає президента та Раду директорів.
Асоціацією керує Рада директорів, що складається максимум з 15 членів з правом голосу, обраних Генеральною Асамблеєю. Раду директорів підтримує Консультативна рада IIW, що складається з ключових представників світової галузі, та Рада сенаторів IIW, що складається зі старших експертів IIW. Щоденні операції здійснює секретаріат IIW, що займається звичайною повсякденною діяльністю та підтримує контакти з іншими міжнародними організаціями під керівництвом головного виконавчого директора.
Діяльність IIW провадиться двома операційними органами IIW:
- Технічною дирекцією (Technical Management Board), яка здійснює керівництво науковою діяльністю, включаючи розробку передового досвіду, стандартів, журнал IIW «Welding in the World» та Центр знань IIW
- Міжнародною авторизаційною радою (International Authorization Board), яка здійснює керівництво системою навчання, кваліфікації та сертифікації IIW. Працює спільно з Європейською федерацією зварювання, з'єднання та різання (EWF)

До складу інституту входить низка технічних комісій, кожна з яких охоплює певну область зварювальної науки та техніки. У деяких із них існує низка технічних підкомісій, кожна з яких займається вужчими питаннями зварювання. IIW бере участь у Міжнародній організації зі стандартизації (ISO) зварювання та споріднених процесів. Міжнародний інститут зварювання підготував у загальному 22 стандарти ISO.

## Публікації
Інститут видає раз на два місяці міжнародний науково-технічний журнал Welding in the World («Зварювання у світі»). Журнал ставить за мету розвиток науки та технологій зварювання та з'єднання шляхом публікації авторитетних статей з усіх аспектів з'єднання матеріалів, таких як: зварювання, паяння, різання, термічне напилення і суміжні методи з'єднання та виготовлення.